# Vasticardium thomassini
Vasticardium thomassini is een tweekleppigensoort uit de familie van de Cardiidae. De wetenschappelijke naam van de soort is voor het eerst geldig gepubliceerd in 1998 door Vidal.